# Odd Arnesen
Odd Arnesen ist ein ehemaliger norwegischer Radrennfahrer und nationaler Meister im Radsport.

## Sportliche Laufbahn
Arnesen gewann 1959 seinen ersten nationalen Titel. Er siegte mit Gunnar Ellefsen und Ivar Westby in der Mannschaftswertung des Straßenrennens. 1960 und 1961 verteidigte er den Titel mit Per Digerud und Bjørn Braathen. In der Meisterschaft im Mannschaftszeitfahren war er 1961 mit Ivar Westby und Nils Dagfinn Lier siegreich.
Mit der norwegischen Nationalmannschaft bestritt er das Milk Race, schied jedoch in dem Etappenrennen aus.